# آنجوما بتوهو
آنجوما بتوهو (به لاتین: Anjoma Betoho) یک منطقهٔ مسکونی در ماداگاسکار است که در مانجاکاندریانا واقع شده‌است. آنجوما بتوهو ۳٬۰۰۰ نفر جمعیت دارد و ۱٬۴۷۷ متر بالاتر از سطح دریا واقع شده‌است.